# Puerto de Ibañeta
El puerto de Ibañeta  o alto de Ibañeta o paso de Roncesvalles  (Col de Roncevaux en francés; Ibañetako Mendatea en euskera), es un puerto en el Pirineo occidental, cercano a la frontera franco-española, pero dentro de España, que delimita los municipios de Valcarlos, al norte, y Roncesvalles, al sur. La cima está a 1057 m sobre el nivel del mar.
Actualmente es un hito en el trazado del Camino Francés que lleva hasta Santiago de Compostela. En esta zona de San Salvador «se reunían los dos ramales que franqueaban el paso montañoso», el camino alto (por el alto de Lepoeder, de 1436 m) y el camino bajo (por el valle de Valcarlos). Este paso de montaña está, así pues, fuertemente vinculado con Roncesvalles siendo habitual, por esta ello, que se solapen y confundan en algunas fuentes. Pero, bajo un cierto rigor, estos espacios, junto con Valcarlos, deben ser diferenciados geográficamente.

## Toponimia
En la documentación española se suele hacer referencia a este puerto también como Alto de Ibañeta, en relación con el nombre de la antigua ermita de San Salvador de Ibañeta, fundada en 1127, de la que solo quedan vestigios cerca del puerto y en el lugar donde se levanta la actual capilla edificada a mediados de la década de 1960.

## Geografía
El alto de Ibañeta se encuentra en la divisoria de aguas de los Pirineos colocando, con ello, a Valcarlos como la única localidad situada al norte de las mismas. Actualmente, la carretera española N-135, continuación de la francesa D-933 (antigua RN-133), pasa por Valcarlos y el puerto de Ibañeta.
La altura de Valcarlos, a 265 m s. n. m. hasta coronar el alto, a 1057 m s.n.m., la distancia por la carretera N-135 asciende a los 18 km salvado un desnivel superior a los 800 m con unos desniveles máximos cercanos al 8 % en algunos puntos.
Aparece descrito en el noveno volumen del Diccionario geográfico-estadístico-histórico de España y sus posesiones de Ultramar de Pascual Madoz de la siguiente manera:

IBAÑETA: collado en la prov. de Navarra, part. jud. de Aoiz: es el mas bajo de los Pirineos occidentales, y se halla sit. á 1/4 de leg. de Roncesvalles junto al camino que conduce á Valcarlos y Francia desde Pamplona: en su cima hay una ermita destruida por el tiempo, perteneciente á la colegiata de Roncesvalles, y cuyo edificio cuando estuvo habitado, debió ser de gran consuelo para los viajeros durante el invierno, porque era un refugio contra las ventiscas y nieves que en este parage son muy temibles. Las goteras que caen del tejido N. de dicha ermita, unidas con las aguas de las fuentes contiguas, siguen su curso por Valcarlos y San Juan de Pie de Puerto hasta el Océano, y las que caen al S. se juntan á la inmediata fuente, origen del r. de Roncesvalles, y se dirigen al Mediterráneo, mezclándose con el Irati, Aragón y Ebro. A der. é izq. de Ibañeta se hallan las alturas que la naturaleza ha formado para fort. y puntos avanzados de los españoles sobre la Francia, y en las cuales tuvieron los ingleses sus campamentos en 1813.
(Madoz, 1847, p. 364)

## Historia

### Edad Antigua
Varios autores sitúan aquí también la mansio conocida como Summo Pyreneo expresado en el Itinerario 34 del Itinerario Antonino, la vía romana entre Burdigalia (Burdeos) y Asturica Augusta (Astorga), Ab Asturica Burdigalam entrada natural por la llamada Vía Aquitania. El lugar también ya presentaría desde el siglo I d. C. una vinculación espiritual con el Sol o Júpiter.

### Edad Media
En una carta de Sancho el de Peñalén, datada en 1071, es mencionado el monasterio noble y leal de Ibañeta. Unos años después, en 1110 es donado al monasterio de Leyre por un miembro de la familia real. Es en esta época, en el siglo XII, cuando era conocido como capilla de Carlomagno o de Roldán. Ya sería en 1271 cuando fue adquiridad por el priorato de Roncesvalles. Asociado a este templo, se crearía inicialmente un hospital adyacente al mismo, hacia 1127, para pocos años después, hacia 1134, ser trasladado al cercano valle.
Siendo el lugar confluencia de vertientes y frecuentado por nieblas, se dice que el ermitaño hacia sonar la campana para guiar a los peregrinos desde el atardecer hasta la medianoche.

### Edad Moderna y Contemporánea
Las tropas de la Convención derribaron la iglesia en 1794. En ruinas la encontró entonces el filólogo alemán Wilhelm von Humboldt en su segundo viaje por esta región del Pirineo. En 1886 se tiene noticia de una nueva reconstrucción, a tenor de los comentarios de Pedro de Madrazo: «en un rellano existe un edificio de insignificante arquitectura, robustecido con contrafuertes, cuyo campanario claramente denota su carácter de construcción religiosa del siglo XVI. Es esta la ermita de San Salvador de Ibañeta, pero no es el edificio que fundó Carlomagno del que nada queda». También por aquellos años el escritor catalán Juan Mañé y Flaquer, la plasmó a plumilla en un dibujo único testimoniando gráficamente cómo era la capilla.
En 1881 un incendio, provocado por unos arrieros que allí pernoctaban, destruyó la iglesia. Lacarra refiere que tal incendio se produjo en 1884 y por la imprudencia de unos soldados.

## Galería

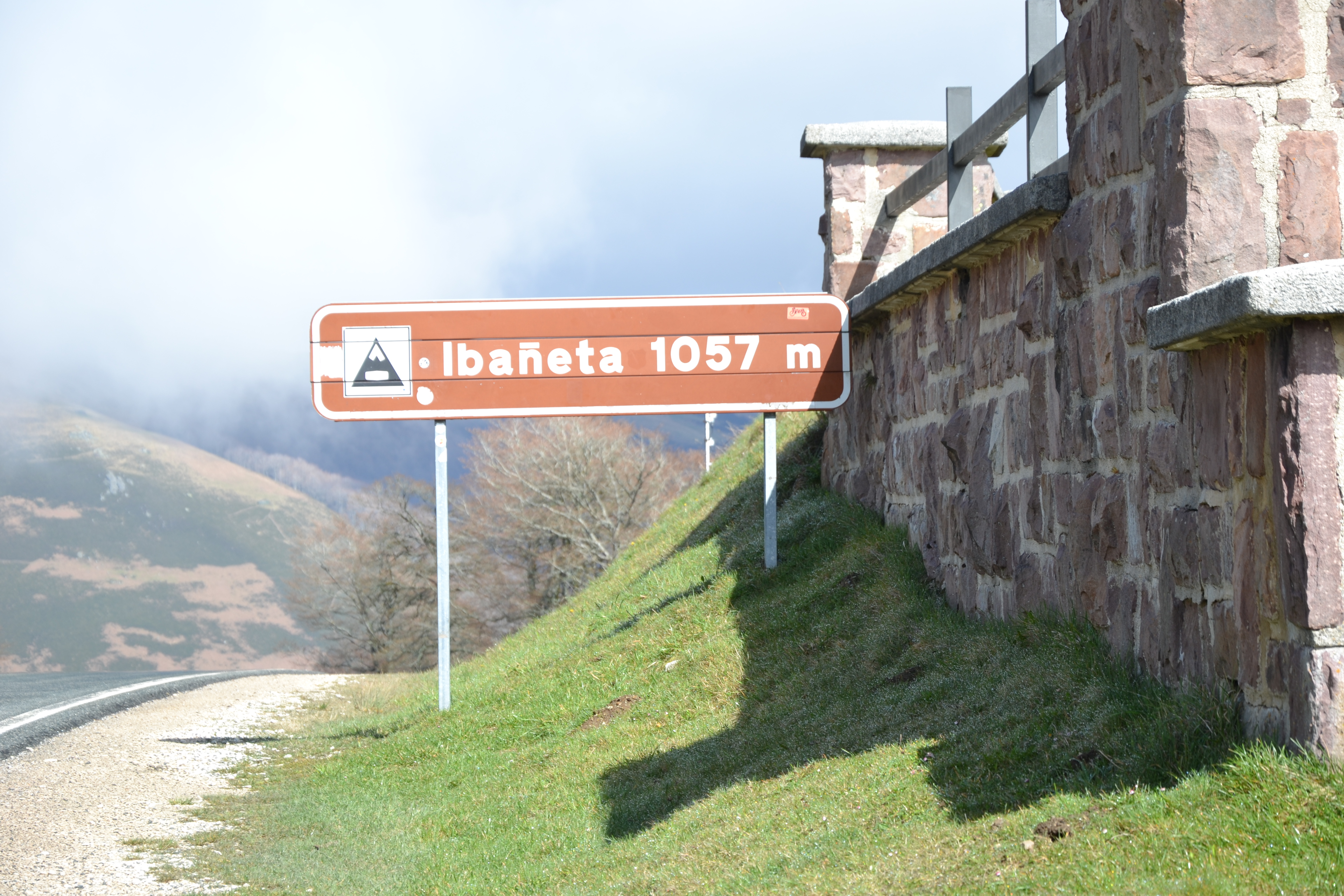
Ibañeta 1057m
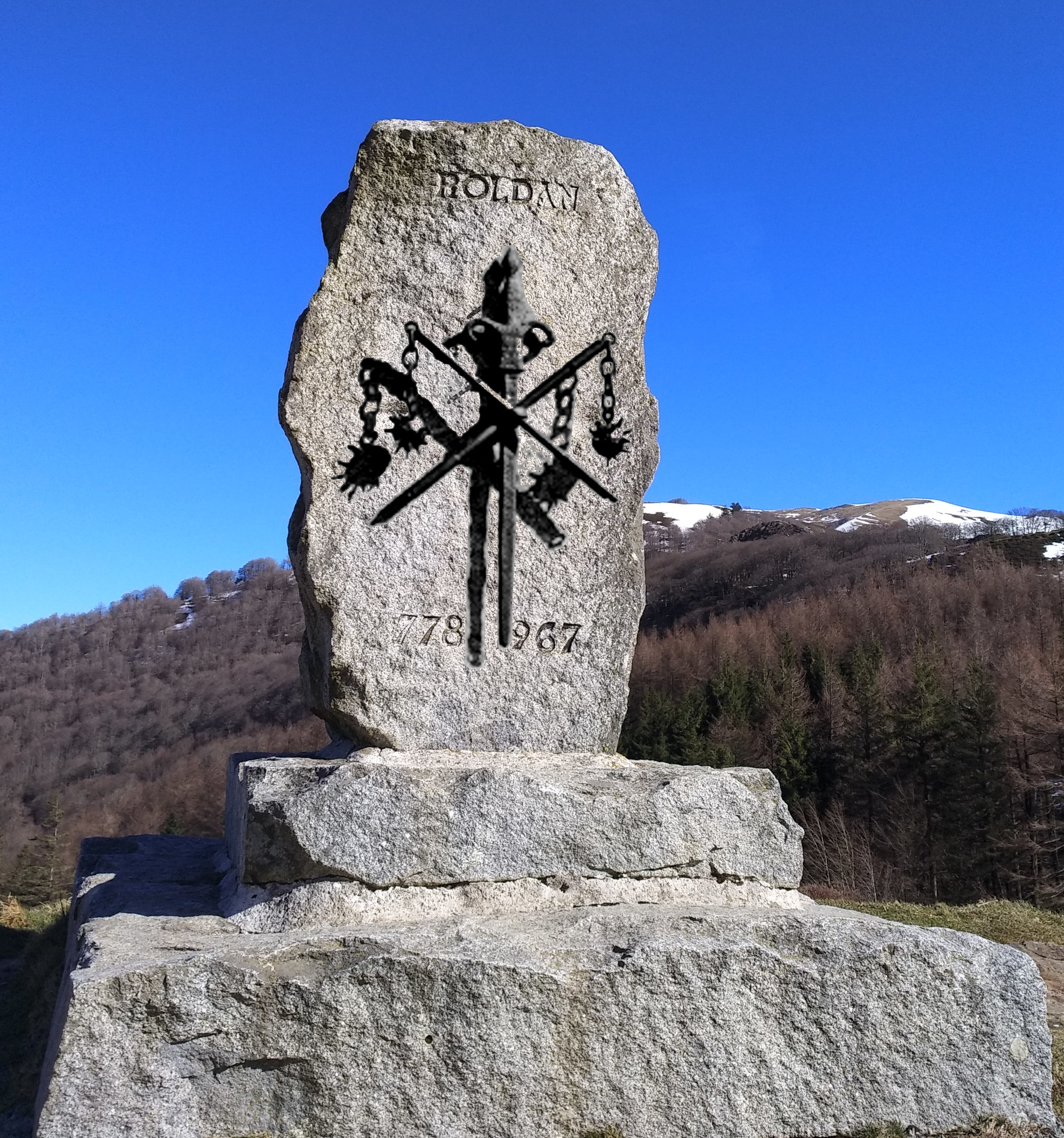
Monumento a Roldán (Puerto de Ibañeta)
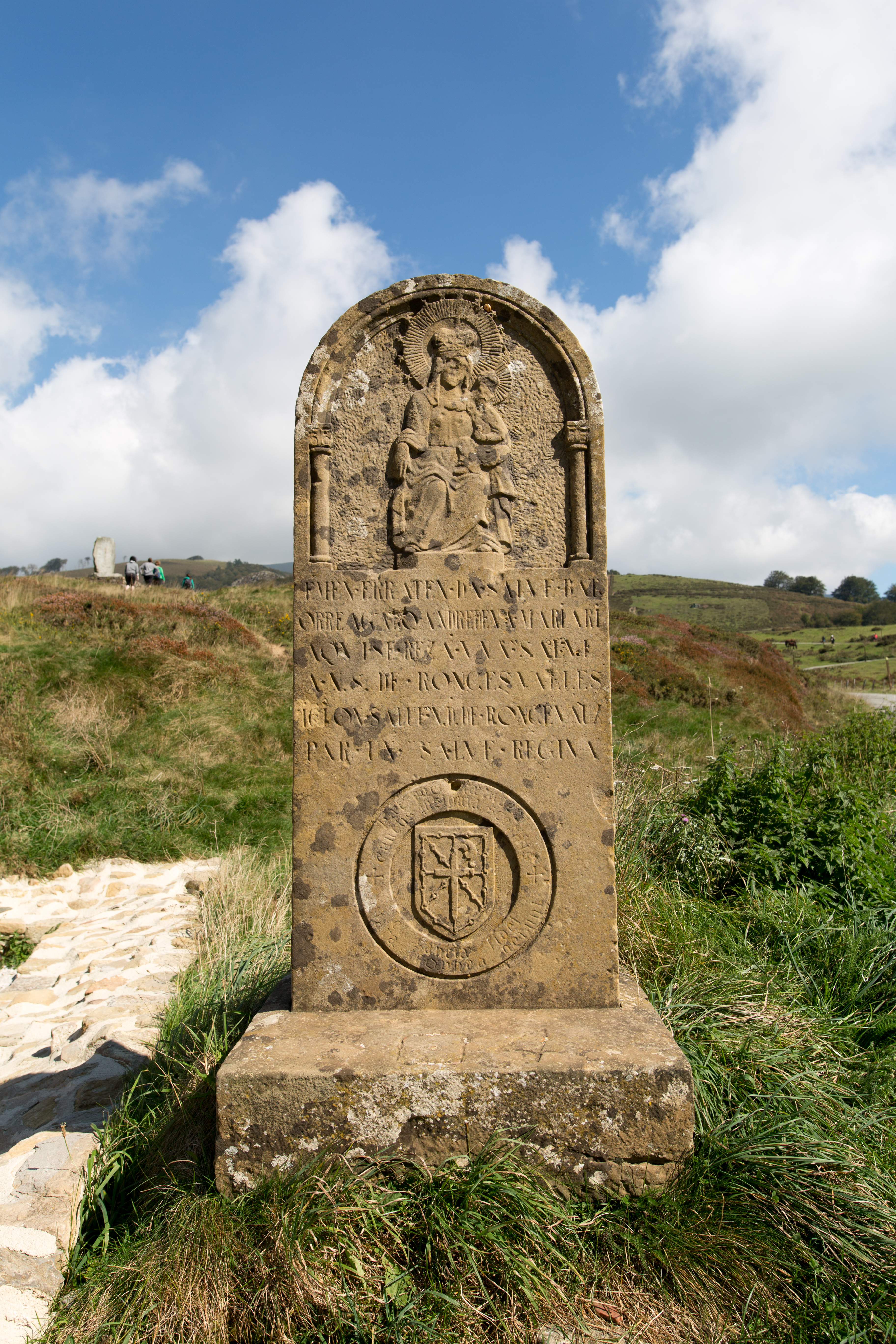
Estela en Santa María de Roncevalles.
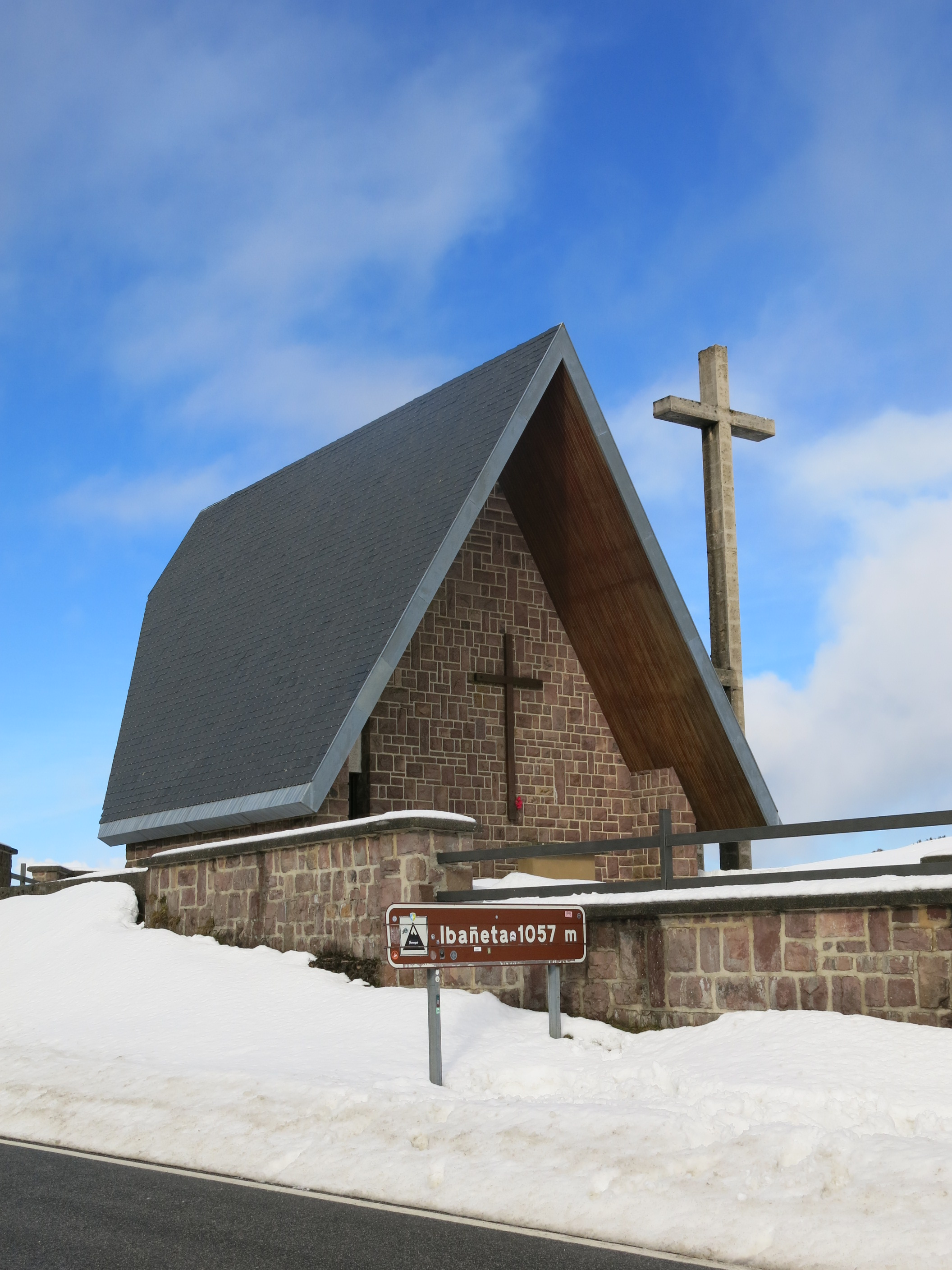
La Capilla de Ibaneta
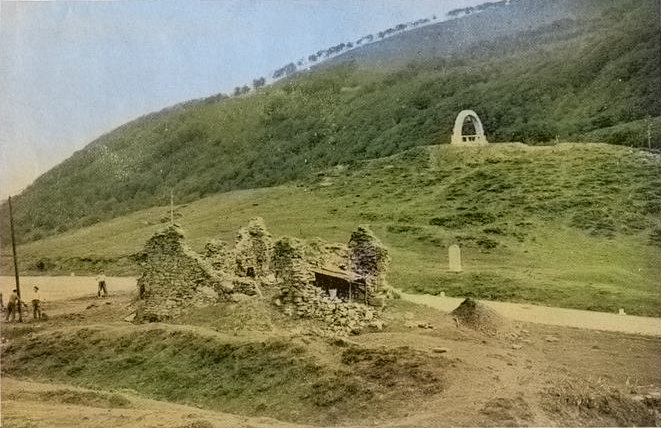
Ruinas de la capilla de San Salvador de Ibañeta hacia 1934
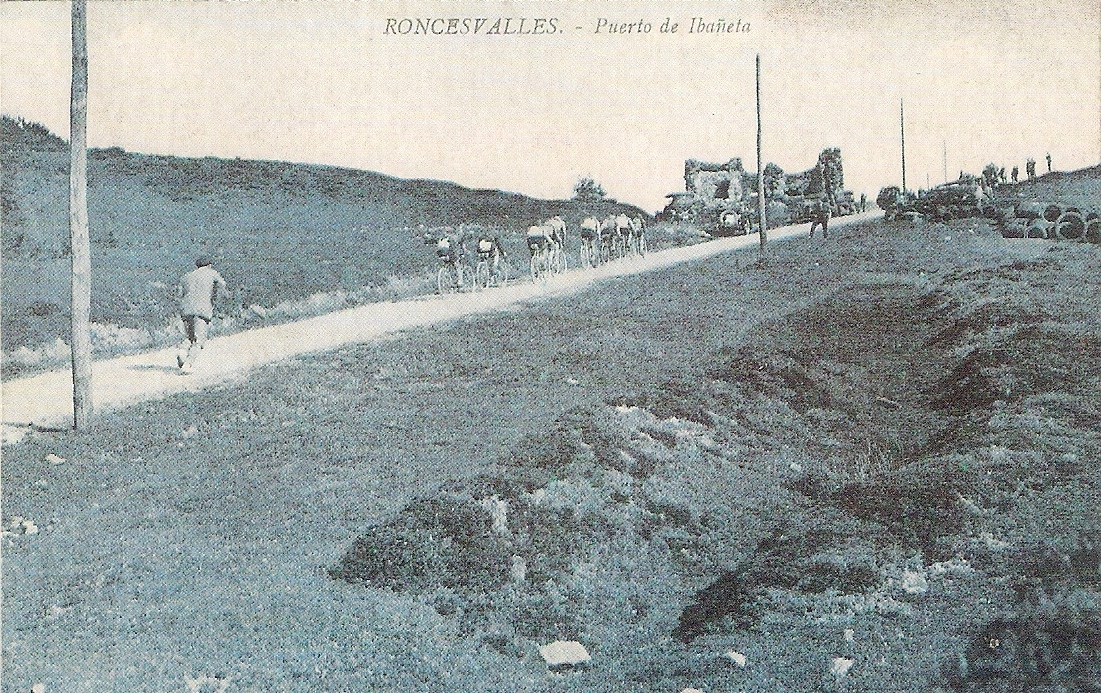
Ciclistas coronando la cima de Ibañeta